# Jay Russell
Jay Russell, född 10 januari 1960 i North Little Rock i Arkansas, är en amerikansk filmregissör, manusförfattare och producent. Han debuterade som manusförfattare och regissör på filmen Järndraken år 1987, och har efter detta varit delaktig i ytterligare fler filmer, såsom Min hund Skip (2000), Tuck Everlasting (2002), Ladder 49 (2004) och Vattenhästen (2007).

## Filmografi (i urval)
- 1987 – Järndraken
- 2000 – Min hund Skip
- 2002 – Tuck Everlasting
- 2004 – Ladder 49
- 2007 – Vattenhästen